# Cockerelliella zingiberae
Cockerelliella zingiberae là một loài côn trùng cánh nửa trong họ Aleyrodidae, phân họ Aleyrodinae.
Cockerelliella zingiberae được Sundararaj & David miêu tả khoa học đầu tiên năm 1992.